# Cuartel de la Misericordia
El cuartel de la Misericordia y las dependencias anejas del Gobierno Militar son un conjunto arquitectónico militar situado en la ciudad de Almería, España. Data del siglo XVIII.

## Historia
Fue a finales de este siglo cuando el obispado de la diócesis de Almería decidió crear un establecimiento de beneficencia en el solar que ocupaba el patio de abluciones de la antigua mezquita mayor de la ciudad musulmana, transformada posteriormente en la iglesia de San Juan Evangelista.
Las obras dieron comienzo en 1784 y fueron dirigidas por el coronel Felipe Gómez Corbalán, llegando a construirse únicamente un cuerpo del edificio, de planta rectangular y tres crujías dobles en los costados septentrional, oriental y occidental y una sencilla en el meridional. Todas ellas se disponían en torno a un patio central plantado de naranjos y flanqueado de columnas toscanas que sostienen arcos de medio punto. 
En 1815, el edificio fue adquirido por el Ministerio de la Guerra para su uso como cuartel. En 1887, el ayuntamiento de Almería encargó al arquitecto municipal Trinidad Cuartara su ampliación, incompleta por desestimación ministerial.
Hoy día, el edificio es sede del Gobierno Militar de Almería, aunque el ayuntamiento negocia su uso parcial como residencia universitaria y biblioteca. Desde el punto de vista artístico, estas dependencias destacan por su fachada almohadillada de corte barroco.